# Kazimierz Fortuna
Kazimierz Fortuna (ur. 31 maja 1943 w Poćwiardówce, zm. 31 maja 2016) – polski działacz społeczny i polityk, poseł na Sejm PRL VII i VIII kadencji.

## Życiorys
Syn Antoniego i Marianny. Uzyskał wykształcenie niepełne wyższe (uzupełniał je, studiując zaocznie na Wydziale Prawa i Administracji Uniwersytetu Łódzkiego na początku lat 70.). Ukończył szkołę średnią, po czym w 1960 został zatrudniony w Gminnej Spółdzielni „Samopomoc Chłopska” w Niesułkowie. W 1957 przystąpił do Związku Młodzieży Socjalistycznej, w 1960 do Związku Młodzieży Wiejskiej, a w 1961 do Zjednoczonego Stronnictwa Ludowego. W 1963 został instruktorem ds. młodzieżowych w wydziale organizacyjnym Komitetu Wojewódzkiego partii. W październiku 1966 został sekretarzem zarządu wojewódzkiego ZMW w Łodzi, w 1972 przewodniczącym tegoż zarządu oraz członkiem Wojewódzkiego Komitetu Frontu Jedności Narodu, w 1973 członkiem prezydium zarządu głównego Związku Socjalistycznej Młodzieży Polskiej (był też jego sekretarzem), w 1974 członkiem prezydium Zarządu Wojewódzkiego Towarzystwa Przyjaźni Polsko-Radzieckiej, w lutym 1975 sekretarzem Wojewódzkiego Komitetu ZSL, a w czerwcu tego samego roku prezesem WK ZSL w Piotrkowie Trybunalskim. Od 1971 do 1974 zasiadał w ZW Ligi Obrony Kraju i w zarządzie Oddziału Wojewódzkiego Ochotniczych Straży Pożarnych. Był wiceprzewodniczącym Rady Głównej Ludowych Zespołów Sportowych.
Pełnił funkcję wiceprzewodniczącego Wojewódzkiej Rady Narodowej w Łodzi. W 1976 uzyskał mandat posła na Sejm PRL VII kadencji w okręgu Piotrków Trybunalski. Zasiadał w Komisji Przemysłu Lekkiego. W 1980 uzyskał reelekcję w okręgu Jelenia Góra. W Sejmie VIII kadencji zasiadał w Komisji Kultury i Sztuki, Komisji Przemysłu Lekkiego, Komisji Prac Ustawodawczych, Komisji Nadzwyczajnej do rozpatrzenia projektu ustawy o Spółdzielniach i ich Związkach, Komisji Kultury, Komisji Spraw Wewnętrznych i Wymiaru Sprawiedliwości oraz w Komisji Nadzwyczajnej do rozpatrzenia projektu ustawy „Ordynacja Wyborcza do Sejmu PRL”. 29 marca 1984 został członkiem sekretariatu Naczelnego Komitetu ZSL, od 14 maja 1989 do 11 września tego samego roku był jego sekretarzem.
W 1982 wszedł w skład Społecznego Komitetu Budowy Pomnika Wincentego Witosa w Warszawie, który został odsłonięty w 1985. W latach 1987–1989 był zastępcą przewodniczącego Krajowego Społecznego Komitetu Ochotniczej Rezerwy Milicji Obywatelskiej.
Pochowany 4 czerwca 2016 w Długiej Kościelnej.

## Odznaczenia
- Srebrny Krzyż Zasługi (1971)
- Brązowy Medal „Za zasługi dla obronności kraju” (1969)
- Odznaka 1000-lecia Państwa Polskiego
- Złota Odznaka Honorowa Towarzystwa Przyjaźni Polsko-Radzieckiej

I inne odznaki.